# William Henry Young
William Henry Young (* 20. Oktober 1863 in London; † 7. Juli 1942 in Lausanne, Schweiz) war ein englischer Mathematiker.

## Leben
Young studierte an der Universität Cambridge. Young war mit der Mathematikerin Grace Chisholm Young verheiratet, mit der er auch eng zusammenarbeitete. Beide lernten sich in Cambridge kennen und zusammen gingen sie mehrere Jahre auf den Kontinent, zuerst nach Göttingen, ein Jahr nach Italien, dann ab 1899 wieder in Göttingen und ab 1908 in Genf. Young besuchte dabei regelmäßig Cambridge, wo er Prüfer (Examiner) war. Er war auch Prüfer mehrerer anderer englischer Universitäten wie der Universität London. Er war in Teilzeit 1913 bis 1917 Professor für Mathematik an der Calcutta University, an der er im Winter lehrte, und 1913 bis 1919 Professor für Philosophie und Mathematikgeschichte an der University of Liverpool (wo er während seiner Zeit als Professor in Indien im Sommer lehrte). 1919 bis 1923 war er Professor am University College von Wales in Aberystwyth. Die Familie wohnte ab 1915 in Lausanne. 1924 hielt er einen Plenarvortrag auf dem Internationalen Mathematikerkongress in Toronto (Some Characteristic Features of Twentieth Century Pure Mathematical Research) und 1928 auf dem in Bologna (The Mathematical Method and Its Limitations). In den 1930er Jahren besuchte er Universitäten weltweit, unter anderem in Südamerika 1936/37. Zu Beginn des Zweiten Weltkriegs war er in Lausanne, musste dort getrennt von seiner Familie ausharren und starb dort noch vor Ende des Krieges.
Er befasste sich mit der Theorie reeller Funktionen und Fourierreihen und fand unabhängig, aber zwei Jahre später als Henri Lebesgue eine Variante des Lebesgue-Integrals. Nach ihm ist unter anderem die youngsche Ungleichung benannt und nach ihm und Felix Hausdorff die Hausdorff-Young-Ungleichung.
Mit Grace Chisholm Young hatte er zwei Söhne und vier Töchter, darunter Rosalind Tanner (genannt Cecily), die auch Mathematikerin wurde.
1907 wurde Young als Mitglied („Fellow“) in die Royal Society aufgenommen, die ihm 1928 die Sylvester-Medaille verlieh. 1922 bis 1924 war er Präsident der London Mathematical Society, deren De-Morgan-Medaille er 1917 erhielt. 1929 bis 1936 war er Präsident der International Mathematical Union, die er vergeblich aus den vor allem aus der Haltung Frankreichs resultierenden nationalen Zwistigkeiten zu retten versuchte. Er war Ehrendoktor der Universitäten von Kalkutta, Genf, Strassburg.

## Schriften
- The fundamental theorems of the differential calculus, 1910
- mit Grace Chisholm Young: The first book of geometry, 1905 (ein Geometrie Buch für Kinder)
- mit Grace Chisholm Young: The theory of sets of points, 1906